# Орлов, Павел Михайлович
Павел Михайлович Орлов (20 июля (1 августа) 1879, Москва — 6 апреля 1964, Москва) — русский и советский геодезист, педагог. Заслуженный деятель науки и техники РСФСР.

## Биография
Происходил из обер-офицерских детей. После окончания в 1901 году Константиновского межевого института до 1907 года работал на полевых землеустроительных работах на Урале и в Крыму. С 1907 года и до конца жизни был на преподавательской работе в Московском сельскохозяйственном институте (ТСХА): с 1907 года — ассистент, с 1913 года — старший ассистент, с 1917 года — профессор кафедры геодезии. В 1929—1930 годах был деканом агрономического факультета. Одновременно, в 1930—1954 годах заведовал кафедрой геодезии Московского института инженеров водного хозяйства (с 1935 года был в нём заместителем директора по научно-учебной части). Кроме этого, в 1908 году стал одним из организаторов Голицынских высших сельскохозяйственных курсов.
Кроме нескольких изданий учебников и учебных пособий по геодезии опубликовал более 100 работ, научный диапазон которых чрезвычайно широк: создание новых видов инструментов (разработал оригинальную конструкцию двойного призменного нивелира), разработка новых методов полевых геодезических и камеральных фотограмметрических измерений (нашёл математическое решение определения точки по звуку), исследования в области почвоведения, землеустройства, истории геодезии.
Заслуженный деятель науки и техники РСФСР (1959). Награждён орденами Ленина и Трудового Красного Знамени (06.12.1940, «в ознаменование 75-летнего юбилея Московской ордена Ленина Сельскохозяйственной Академии имени К. А. Тимирязева, за выдающиеся заслуги в деле развития сельскохозяйственных наук и подготовки высококвалифицированных специалистов сельского хозяйства»).
Похоронен на Головинском кладбище.